# Colin Hanks
Colin Lewes Hanks (* 24. listopadu 1977 Sacramento, Kalifornie) je americký herec.

## Životopis
Narodil se jako Colin Lewes Dillingham, nejstarší syn herce Toma Hankse a jeho první ženy Samanthy Lewes, která zemřela v roce 2002. Má sestru Elizabeth, a dva poloviční bratry z otcova druhého manželství - Chestera a Trumana.
Jako herec se objevil v teenagerovské komedii Orange County a sci-fi seriálu Roswell. Menší role měl také v O.C. a Bratrstvu neohrožených. Objevil se též ve filmech Králové ro(c)ku a King Kong.

## Filmografie
| Rok        | Film/seriál                                              | Role                                                                 | Poznámky                                                         |
| ---------- | -------------------------------------------------------- | -------------------------------------------------------------------- | ---------------------------------------------------------------- |
| 1996       | To je náš hit!                                           |                                                                      |                                                                  |
| 1999-2001  | Roswell                                                  | Alex Whitman                                                         | hlavní role (1.–2. řada), 33 dílů                                |
| 2000       | Ať to stojí, co to stojí                                 | Cosmo                                                                |                                                                  |
| 2001       | Bratrstvo neohrožených                                   | Henry Jones                                                          | díl: „The Last Patrol“                                           |
| 2001       | Holka jako lusk                                          | Felix Woods                                                          |                                                                  |
| 2002       | Orange County                                            | Shaun Brumder                                                        |                                                                  |
| 2003       | Zkurvená noc                                             | Mark                                                                 |                                                                  |
| 2004       | O.C.                                                     | Grady Bridges                                                        | díl: „The L.A“                                                   |
| 2005       | RX                                                       | Jonny                                                                |                                                                  |
| 2005       | Svatební víkend                                          | Quentin                                                              |                                                                  |
| 2005       | King Kong                                                | Preston                                                              |                                                                  |
| 2005       | Mise na Měsíc 3D                                         | Neil Armstrong                                                       |                                                                  |
| 2005, 2008 | Vražedná čísla                                           | Marshall Penfield                                                    | 2 díly                                                           |
| 2006       | Alone with Her                                           | Doug                                                                 |                                                                  |
| 2006       | Králové ro(c)ku                                          |                                                                      |                                                                  |
| 2007       | Bezstarostně                                             | Wiley Roth                                                           |                                                                  |
| 2008       | The Great Buck Howard                                    | Troy Gable                                                           |                                                                  |
| 2008       | Smrt on-line                                             | Griffin Dowd                                                         |                                                                  |
| 2008       | My Mom's New Boyfriend                                   | Henry Durand                                                         |                                                                  |
| 2008       | Domácí mazlíček                                          | Oliver                                                               |                                                                  |
| 2008       | W.                                                       |                                                                      |                                                                  |
| 2008       | Šílenci z Manhattanu                                     | John Gill                                                            | 3 díly                                                           |
| 2010       | Barry Munday                                             | Greg                                                                 |                                                                  |
| 2010       | High School                                              | Brandon Ellis                                                        |                                                                  |
| 2010       | The Good Guys                                            | Jack Bailey                                                          | hlavní role, 20 dílů                                             |
| 2011       | Lucky                                                    | Ben                                                                  |                                                                  |
| 2011       | Robot Chicken                                            | Sam Witwicky / Vanity Smurf (hlas)                                   | díl: „Terms of Endaredevil“                                      |
| 2011       | Dexter                                                   | Travis Marshall                                                      | vedlejší role, 12 dílů                                           |
| 2012       | Výlet s mámou                                            | Rob                                                                  |                                                                  |
| 2012       | Comedy Bang! Bang!                                       | Sám sebe                                                             | díl: „Paul Rudd Wears a Red Lumberjack Flannel Shirt“            |
| 2013       | Žhavá láska II.                                          | Allison                                                              | vedlejší role, 8 dílů                                            |
| 2013       | Námořní vyšetřovací služba                               | Richard Parsons                                                      | 3 díly                                                           |
| 2013       | Štěňata v akci                                           | kapitán Canine                                                       |                                                                  |
| 2013       | Nemocnice Parkland                                       | Dr. Malcolm Perry                                                    |                                                                  |
| 2013, 2015 | Tlapková patrola                                         | Luke (hlas)                                                          | 39 dílů                                                          |
| 2014, 2015 | Fargo                                                    | Gus Grimly                                                           | hlavní role (1. řada), 10 dílů host (2. řada), díl: „Palindrome“ |
| 2014       | Zkažená úča                                              | trenér Donnie                                                        | 3 díly                                                           |
| 2014–dosu  | Talking Tom and Friends                                  | mluvící Tom/zahradník/šprt Tom (hlas)                                | hlavní role                                                      |
| 2015       | All Things Must Pass: The Rise and Fall of Tower Records |                                                                      | režisér, dokument                                                |
| 2015       | No Stranger Than Love                                    | Clint Coburn                                                         |                                                                  |
| 2015       | Bláznivá dovolená                                        | Jake                                                                 |                                                                  |
| 2015       | Máma                                                     | Andy                                                                 | díl: „Godzilla and a Sprig of Mint“                              |
| 2015       | Comedy Bang! Bang!                                       | Sám sebe                                                             | díl: „Colin Hanks Wears a Denim Button Down and Black Sneakers“  |
| 2015       | What Lives Inside                                        | Taylor Delaney                                                       | 4 díly                                                           |
| 2015–2017  | Drunk History                                            | Gordon Cooper / Ernest Thompson Seton / Steve Dahl / Charles Dickens | 4 díly                                                           |
| 2015–dosud | Rodinka na kousky                                        | Greg Short                                                           | hlavní role                                                      |
| 2016       | Elvis & Nixon                                            | Egil Krogh                                                           |                                                                  |
| 2017       | Band Aid                                                 | Uber Douche                                                          |                                                                  |
| 2017       | Jumanji: Vítejte v džungli!                              | starší Alex Vreeke                                                   |                                                                  |
| 2017       | Eagles of Death Metal: Nos Amis (Our Friends)            |                                                                      | režisér, dokument                                                |